# له اپارژ
ل‌زپرژ (به فرانسوی: Les Éparges) یک کمون در دپارتمان موز در منطقه گرانت اِست واقع در شمال شرقی فرانسه است.